# Об'єднана металургійна компанія
Об'єднана металургійна компанія (ОМК) - російська металургійна компанія. Повне найменування головної компанії - Товариство з обмеженою відповідальністю «Об'єднана металургійна компанія». Штаб-квартира - в Москві.

## Діяльність
- Виксунський металургійний завод - Нижегородська область
- Ливарно-прокатний комплекс ОМК-Сталь - Нижегородська область
- Альметьєвський трубний завод - Республіка Татарстан
- ВАТ «Трубодеталь» - Челябінськ
- ВАТ «Благовіщенський арматурний завод» - Благовєщенськ (Башкортостан)
- ВАТ «Чусовський металургійний завод» - Чусовой (Пермський край)
- Завод ОМК Tube[1] - Х'юстон (США)

ОМК - один з найбільших російських виробників продукції для провідних енергетичних, транспортних і промислових компаній. ОМК випускає труби різного призначення, залізничні колеса, прокат, автомобільні ресори. Серед основних споживачів продукції ОМК - провідні російські та зарубіжні компанії: Газпром, Російська залізниця, Лукойл, Транснефть, Сургутнефтегаз, Роснефть, ТНК-BP, ExxonMobil, Royal Dutch / Shell, General Electric, Samsung.
Продукція ОМК поставляється більш ніж в 30 країн світу. На підприємствах компанії працює близько 30 тисяч чоловік.
ОМК на базі Виксунського металургійного заводу створено центр дослідних лабораторій, основними завданнями якого є розробка інноваційних технологій і матеріалів.
У на початку 2015 року стало відомо про заморожування будівництва Чусовського трубо-сталеплавильного комплексу.